# Buena Vista, San Luis Potosí
Buena Vista är en ort i Mexiko.   Den ligger i kommunen Ciudad Valles och delstaten San Luis Potosí, i den centrala delen av landet, 300 km norr om huvudstaden Mexico City. Buena Vista ligger 225 meter över havet och antalet invånare är 204.
Terrängen runt Buena Vista är kuperad norrut, men söderut är den platt. Runt Buena Vista är det ganska tätbefolkat, med 72 invånare per kvadratkilometer. Närmaste större samhälle är División del Norte, 17,7 km öster om Buena Vista. I omgivningarna runt Buena Vista växer huvudsakligen savannskog.